# مقیطیه
مقیطیه، روستایی از توابع بخش باوی شهرستان اهواز در استان خوزستان ایران است.این روستا از روستاهای توابع بخش باوی می‌باشد  که ساکنین آن از اهالی طایفه میاح عشیره الدسوم هستند.از ساکنین و مشاهیر عرب ساکن در این روستا شیخ مسلم دسمی شیخ عشیره دسوم می‌باشد .اکنون تعداد قلیلی از اهالی طایفه در این روستا زندگی میکنند .

## جمعیت
این روستا در دهستان ملاثانی قرار دارد و براساس سرشماری مرکز آمار ایران در سال ۱۳۸۵، جمعیت آن زیر سه خانوار بوده‌است.
ولی اکنون در حال حاضر تعداد 10 خانوار به سمت روستای پدری خود کوچ کرده‌اند و در روستا به کشاورزی مشغول می‌باشند.